# Larry Trask
Robert Lawrence „Larry” Trask (ur. 10 listopada 1944, zm. 27 marca 2004) – amerykański językoznawca, specjalista w dziedzinie językoznawstwa historycznego i języka baskijskiego. Studiował chemię w Rensselaer College i Brandeis University w USA, po czym przeniósł się do Wielkiej Brytanii, gdzie uzyskał doktorat z zakresu językoznawstwa na Uniwersytecie Londyńskim. Do jego ważniejszych dzieł encyklopedycznych należą: Dictionary of Grammatical Terms (1993), Dictionary of Phonetics and Phonology (1996), Dictionary of Comparative and Historical Linguistics (2000).